# Славное (Волынская область)
Славное (укр. Славне) — село в Киверцовской городской общине Луцкого района Волынской области Украине.
До 2020 года входило в Киверцовский район.
Код КОАТУУ — 0721886803. Население по переписи 2001 года составляет 121 человек. Почтовый индекс — 45220. Телефонный код — 3365. Занимает площадь 0,55 км².